# Armand Călinescu
Armand Călinescu, född 4 juni 1893 i Pitești, Rumänien, död 21 september 1939 i Bukarest, var Rumäniens premiärminister från den 7 mars 1939 till den 21 september 1939, då han mördades av medlemmar av den fascistiska organisationen Järngardet.
Călinescu sköts ihjäl då han färdades i sin cadillac genom området Cotroceni i västra Bukarest. Dödspatrullen bakom mordet bestod av advokaten Dumitru "Miti" Dumitrescu, studenterna Cezar Popescu, Traian Popescu, Ion Moldoveanu och Ion R. Ionescu, samt ritaren Ion Vasiliu.